# Синдром Пфайффера
Синдром Пфайфера — рідкісний генетичний розлад, що характеризується передчасним «зрощенням» деяких кісток черепа (краніосиностоз), яке перешкоджає подальшому росту черепа і тим самим пошкоджує форму голови та обличчя:577 Синдром Пфайфера також впливає на кістки рук і ніг.
Даний синдром названий на честь Рудольфа Артура Пфайффера (1931—2012), який в 1964 році перерахував риси обличчя, які притаманні кроні синостозу, такі як високий опуклий лоб і верхньощелепна гіпоплазія (значно випирають очі, підпирають кістки щік). З синдромом Пфайфера народжується одна дитина на 100 000 новонароджених.

## Генетика
Синдром Пфайфера значно пов'язаний з мутаціями рецепторів фактора росту фібробластів 1 і 2. Ці рецептори дуже важливі для правильного розвитку кісток.

## Особливості
Багато особливостей рис обличчя, які описує Пфайфер, є результатом передчасного «зрощення» кісток черепа. Голова не здатна нормально рости і розвиватися, що веде до того, що очі набувають опуклу форму і стають широко розкритими, верхня щелепа слаборозвинена, а ніс виглядає як дзьоб. Близько 50 відсотків дітей з синдромом Пфайффера втрачають слух і мають проблеми з зубами. Широкі великі пальці на руках і ногах — особливі ознаки цього синдрому.

## Класифікація
Синдром Пфайфера підрозділяється на три типи:
- 1-й тип, також відомий як класичний синдром Пфайфера, має симптоми, перераховані вище. Більшість людей з цим типом мають досить повноцінне життя і володіють нормальним інтелектом.
- 2-й і 3-й типи більш серйозні і пов'язані з проблемами нервової системи. Передчасне «зрощення» кісток черепа може обмежити зростання мозку, що може привести до затримки в розвитку та інших неврологічних проблем.
  - 2-й тип відрізняється від 3-го типу тим, що може привести до формування голови у вигляді конюшинового листа, причиною цього є велике «зрощення» кісток черепа.

## Джерело
1. ↑  James, William; Berger, Timothy; Elston, Dirk (2005). Andrews' Diseases of the Skin: Clinical Dermatology. (10th ed.). Saunders. ISBN 0-7216-2921-0.
2. ↑  synd/3477 на Whonamedit?
3. ↑  Pfeiffer R.A. Dominant Hereditary Acrocephalosyndactylia // European Journal of Pediatrics[en]. — 1964. — Т. 90 (27 березня). — С. 301—320. — PMID 14316612 .
4. ↑  Vogels A., Fryns J.P. Pfeiffer syndrome // Orphanet Journal of Rare Diseases[en]. — 2006. — Vol. 1 (27 March). — P. 19. — DOI:10.1186/1750-1172-1-19. — PMID 16740155 .
5. ↑  Chan C.T., Thorogood P. Pleiotropic features of syndromic craniosynostoses correlate with differential expression of fibroblast growth factor receptors 1 and 2 during human craniofacial development // Pediatric Research[en] : journal. — 1999. — Vol. 45, no. 1 (1). — P. 46—53. — DOI:10.1203/00006450-199901000-00008. — PMID 9890607 .